# New York Post
El New York Post és el 13è periòdic més antic publicat als Estats Units i, d'aquests, l'únic que ha estat publicat diàriament. Des de 1976 pertany al multimilionari australià Rupert Murdoch, més concretament a la seva empresa News Corporation i és un dels 10 periòdics més destacats dels Estats Units d'Amèrica. La seva seu es troba al 1211 de l'Avenue of the Americas, a Manhattan.